# 核局在化シグナル
核局在化シグナルまたは核局在化配列（英: nuclear localization signal/sequence、略称: NLS）とは、タンパク質を細胞核へ輸送する目印となるアミノ酸配列のことである。核移行シグナルとも呼ばれる。一般的にこのシグナルはタンパク質表面に露出しており、正に帯電したリシンまたはアルギニンからなる、1つまたは複数の短い配列によって構成される。異なる核局在タンパク質が同じNLSを持っていることもある。NLSは、核外搬出シグナル（NES）の反対の機能を持つ。

## タイプ

### classical（典型的、古典的）
このタイプのNLSは、単節型（monopartite）と双節型（bipartite）に分類される。両者の主要な構造的差異は、双節型NLSでは2つの塩基性アミノ酸クラスターが比較的短いスペーサー配列で隔てられている一方、単節型は分離されていないという点である。最初に発見されたNLSはSV40ラージT抗原の PKKKRKV という配列（単節型）である。ヌクレオプラズミンのNLSである KRPAATKKAGQAKKKK は、2つの塩基性アミノ酸クラスターが約10アミノ酸のスペーサー配列で隔てられた、双節型NLSの典型例である。どちらのシグナルもインポーチンαによって認識される。インポーチンα自体も双節型NLSを持っており、インポーチンβによって特異的に認識される。実際に核への輸送を媒介しているのはインポーチンβであると考えられている。
Chelskyらは単節型NLSのコンセンサス配列は K-K/R-X-K/R であると提唱した。Chelskyらの配列は双節型NLSの下流の塩基性クラスターの一部である可能性もある。MakkerhらはSV40ラージT抗原（単節型）、c-Myc（単節型）、ヌクレオプラズミン（双節型）のNLSに対し変異導入による比較実験を行い、これら3種類のNLSに共通したアミノ酸の特徴があることを示した。また、中性または酸性のアミノ酸もNLSの輸送効率に寄与していることが初めて示された。
Rotelloらは、SV40ラージT抗原、ヌクレオプラズミン（AVKRPAATKKAGQAKKKKLD）、EGL-13（MSRRRKANPTKLSENAKKLAKEVEN）、c-Myc（PAAKRVKLD）、TUSタンパク質（KLKIKRPVK）のNLSを付加したeGFPの核への輸送効率の比較を行い、c-MycのNLSの核局在効率がSV40のNLSと比較してきわめて高いことを発見した。

### non-classical（非典型的、非古典的）
hnRNP A1の酸性のM9ドメイン、酵母の転写抑制因子Matα2の KIPIK 配列、U snRNPに存在する複雑なシグナルなど、他のタイプのNLSも多く存在する。これらのNLSの大部分は、インポーチンα様タンパク質の介在なしに、インポーチンβファミリーの特異的受容体によって直接認識されているようである。
大量に産生され輸送されるリボソームタンパク質には特異的なシグナルが存在するようであり、特別なインポーチンβ様核内輸送受容体が伴っているようである。
近年、PY-NLSとして知られるタイプのNLSが、Leeらによって提唱されている。このPY-NLSモチーフは、その名前はプロリン-チロシンのアミノ酸ペアが存在することに由来するが、インポーチンβ2（トランスポーチン、カリオフェリンβ2としても知られる）に結合し、積み荷タンパク質を核内へ輸送する。インポーチンβ2へ結合したPY-NLSの構造が決定され、核内輸送の阻害剤が設計されている。

## 発見
細胞のDNAを隔離する核膜の存在は、真核細胞の定義となる特徴である。核膜はDNAの複製やRNAの転写といった核内の過程と、細胞質で行われるタンパク質の産生の過程を隔てており、核内で必要とされるタンパク質は何らかの機構によって核内へ輸送されなければならない。核内タンパク質が核に蓄積する性質に対しての最初の直接的な実験は、ジョン・ガードンによって行われた。彼は、精製された核内タンパク質がアフリカツメガエルの卵母細胞の細胞質へ注入された後、核へ蓄積することを示した。この実験は、後に核のリプログラミングの研究へとつながり、幹細胞研究と直接関連することとなる一連の研究の一部として行われたものであった。
卵母細胞の核膜には数百万の核膜孔複合体が存在し、それらは多くの異なる分子（インスリン、ウシ血清アルブミン、金ナノ粒子）を通過させるように見えたため、核膜孔は開いたチャネルであり、核内タンパク質は核膜孔を通って自由に核内に進入し、DNAや核内の何らかの要素に結合することで核へ蓄積すると考えられた。言い換えれば、特異的な輸送機構は存在しないと考えられていた。
この考えは、 1982年にDingwallとLaskeyによって誤りであることが示された。彼らは、典型的な分子シャペロンであるヌクレオプラズミンと呼ばれるタンパク質を用いて、核内への進入のシグナルとして機能するドメインをタンパク質内に同定した。この発見によって研究分野は刺激を受け、2年後にはSV40ラージT抗原のNLSが初めて同定された。しかし、単純にSV40のNLSとの類似性に基づいて他の核内タンパク質の機能的なNLSを同定することはできなかった。実際、細胞性の（ウイルス性でない）核内タンパク質でSV40のNLSに類似した配列を持つものはわずかな割合しか存在しなかった。ヌクレオプラズミンの詳細な分析により、スペーサーで隔てられた2つの塩基性アミノ酸からなるエレメントを持つ配列が同定された。エレメントの1つはSV40のNLSと類似していたが、核局在性でないレポータータンパク質にそのエレメントを付加してもタンパク質を細胞核へ差し向けることはできず、核への移動には双方のエレメントが必要であった。この種類のNLSは双節型典型的NLSとして知られるようになった。現在では、双節型NLSは細胞性の核内タンパク質に見つかるNLSの主要なクラスとなっており、そのシグナルがどのように受容体タンパク質（インポーチンα）に認識されているのかが構造解析によって明らかにされている（単節型NLSの一部についてもその構造基盤が明らかにされている）。核へのタンパク質の輸送の分子的詳細の多くが現在では知られており、輸送は2段階の過程で行われている。核移行タンパク質が核膜孔複合体に結合する過程はエネルギーを必要としない。その後、核移行タンパク質が核膜孔のチャネルを通って核内へトランスロケーションする過程はエネルギー依存的である。2つの異なる段階が存在することが確立されたことによって関与因子の同定のが可能なものとなり、NLSの受容体であるインポーチンファミリーとGTPアーゼであるRanが同定されるに至った。

## 核輸送の機構
タンパク質は核膜を通って核へ移行する。核膜は、内膜と外膜と呼ばれる同心状の膜から構成されている。内膜と外膜は複数の部位で連結しており、その部位が細胞質と核質との間のチャネルとなっている。これらのチャネルは核膜孔複合体で占められている。核膜孔複合体は核膜を越える輸送を媒介する構造体であり、複数のタンパク質から構成される複合体である。
NLSを持つタンパク質はインポーチンに強く結合し、共に複合体として核膜孔を通過する。この時点でGTP結合型Ran（Ran-GTP）がインポーチン-タンパク質複合体に結合し、インポーチンのタンパク質に対する親和性の喪失が引き起こされる。タンパク質が解離すると、今度はRan-GTP/インポーチン複合体が核膜孔を通って核外へ出る。細胞質のGTPアーゼ活性化タンパク質がRan-GTPをGDPへ加水分解し、Ranのコンフォメーション変化が引き起こされインポーチンへの親和性が低下する。インポーチンは解離し、Ran-GDPは核へ送り返され、そこでグアニンヌクレオチド交換因子によってGDPはGTPへと交換される。

## 関連文献
- Görlich D (Jun 1997). “Nuclear protein import”. Current Opinion in Cell Biology 9 (3):  412–9. doi:10.1016/S0955-0674(97)80015-4. PMID 9159081.
- Lusk CP, Blobel G, King MC (May 2007). “Highway to the inner nuclear membrane: rules for the road”. Nature Reviews Molecular Cell Biology 8 (5):  414–20. doi:10.1038/nrm2165. PMID 17440484.